# Frantz Seimetz
Frantz Seimetz, né à Grevenmacher le 21 avril 1858 et mort le 26 octobre 1934 à Luxembourg-Ville, est un peintre et écrivain impressionniste luxembourgeois, surtout connu pour ses portraits et paysages. Ses voyages dans le continent américain se reflètent autant dans son choix de sujets de peinture que sa terre natale, le Luxembourg rural.

## Biographie

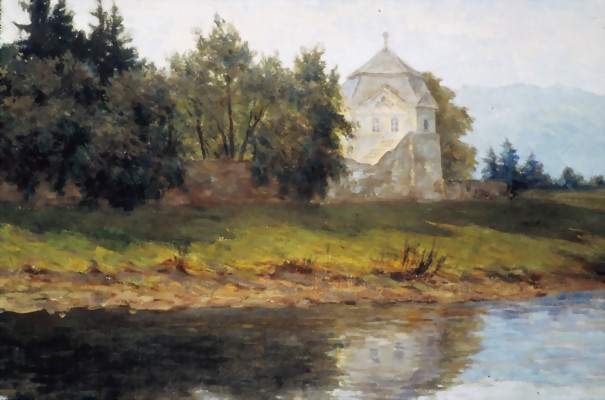
Pavilion à Echternach, 1915.

Frantz Seimetz est né à Grevenmacher, une petite ville bordant la Moselle. Il a d'abord travaillé comme peintre en bâtiment et décorateur jusqu'à ce que l'industriel Antoine Pescatore remarque ses talents artistiques et soutienne son éducation artistique. En 1875, il commence ses études à Bruxelles, poursuivant à l'Académie des Beaux-Arts de Munich entre 1879 et 1881, puis à l'Académie française, entre 1881 et 1887.   
Un artiste prolifique, Seimetz a créé plus d'un millier d'huiles, d'aquarelles et de croquis de scènes à Luxembourg-Ville et à travers le pays. Son œuvre est cependant assez irrégulière par rapport à celle de son ami Jean-Pierre Beckius, qui est considéré comme le "peintre national de la Moselle". Sa période la plus fructueuse a été à Echternach où il peint de nombreuses scènes des environs, y compris de la Petite Suisse luxembourgeoise, dans le Mullerthal. Ses peintures sont généralement d'un ton réaliste, légèrement romantique, à la limite de l'impressionnisme. Son style devient plus lumineux et plus coloré à partir de 1900, probablement reflétant la beauté de l'époque dans laquelle il vit. Le personnage de Seimetz lui-même ressemble quelque peu ses tableaux : considéré comme étant une personne excentrique, avec sa moustache pleine, sa petite barbe et ses cheveux bouclés, son chapeau souple et ses vêtements flottants. Toujours optimiste et plein de bonne humeur, il mène une vie plutôt bohème mais aventureuse. Ses voyages l'amènent plus tard au Canada, aux Antilles et au Mexique. Aux États-Unis, il fait une descente du Mississippi sur un bateau plat. Sa femme, Marie-Antoinette Bourger, originaire d'Arlon et également artiste de talent, ne s'oppose pas à la vie plutôt instable qu'ils menaient, au contraire. Après Echternach puis Arlon, le couple déménage en 1923 à Luxembourg où leur maison remplie de vieux meubles et de tableaux donne un air de musée. 
Seimetz découvre une passion pour les portraits de personnages jugés "exotiques", de figures[pas clair] qu'il a rencontrées lors de ses voyages. Cependant, il n'oublie pas sa terre natale et ses habitants, avec de nombreux portraits de sa femme et de ses amis du Luxembourg, notamment Michel Rodange, Sosthène Weis, Michel Engels et Batty Weber. Mais son chef-d'œuvre est généralement considéré son portrait d'une fille blonde. Beaucoup de ses autoportraits rappellent Frans Hals, voire Rembrandt. En 1932, Seimetz peint son dernier tableau. Par la suite, il se dédie à la littérature et à l'écriture, d'abord en allemand, puis en luxembourgeois et enfin dans son dialecte mosellan. Der Feuersalamander (allemand pour Le Salamandre de Feu constitue un recueil d'anecdotes et de contes de sa jeunesse, en plus de nombreux passages décrivant ses opinions politiques et religieuses dans le contexte de l'époque.  
Aujourd'hui, Seimetz est connu comme un artiste consciencieux qui a dominé la scène artistique luxembourgeoise pendant un temps considérable. Il fut le premier Luxembourgeois à se plonger dans l'impressionnisme et le premier, après Nicolas Liez, à peindre en plein air. Il est également le premier Luxembourgeois à avoir réussi à vivre de l'art seul. Seimetz décède à Limpertsberg, dans la ville de Luxembourg, le 26 octobre 1934, à l'âge de 76 ans.

## Prix et récompenses
En 1904, Frantz Seimetz reçoit le prix Grand-Duc Adolphe avec Dominique Lang.

## Galerie

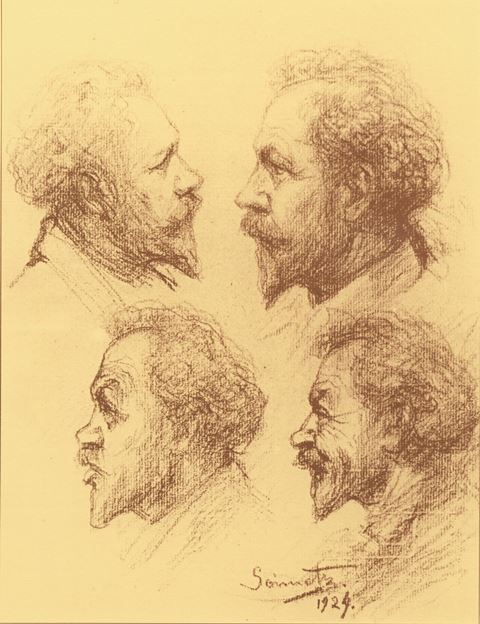
Quatre têtes, 1924
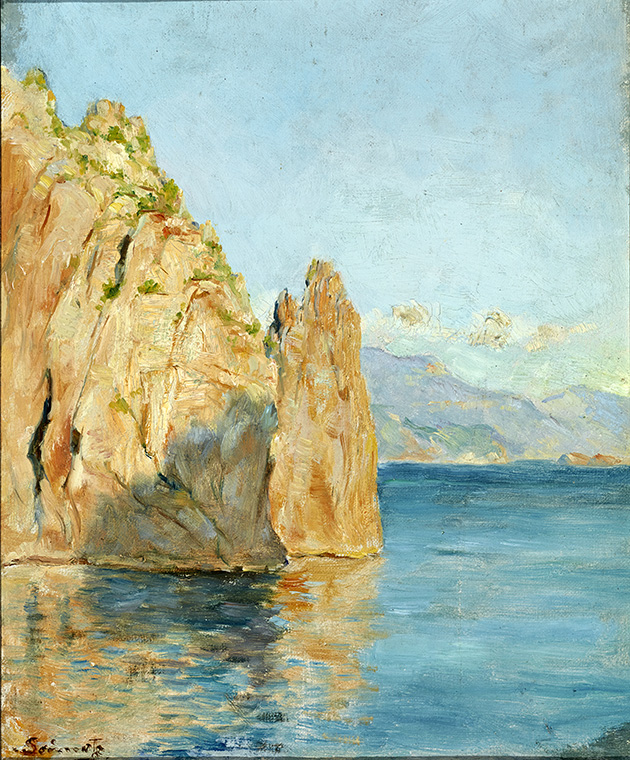
Capri, vers 1900
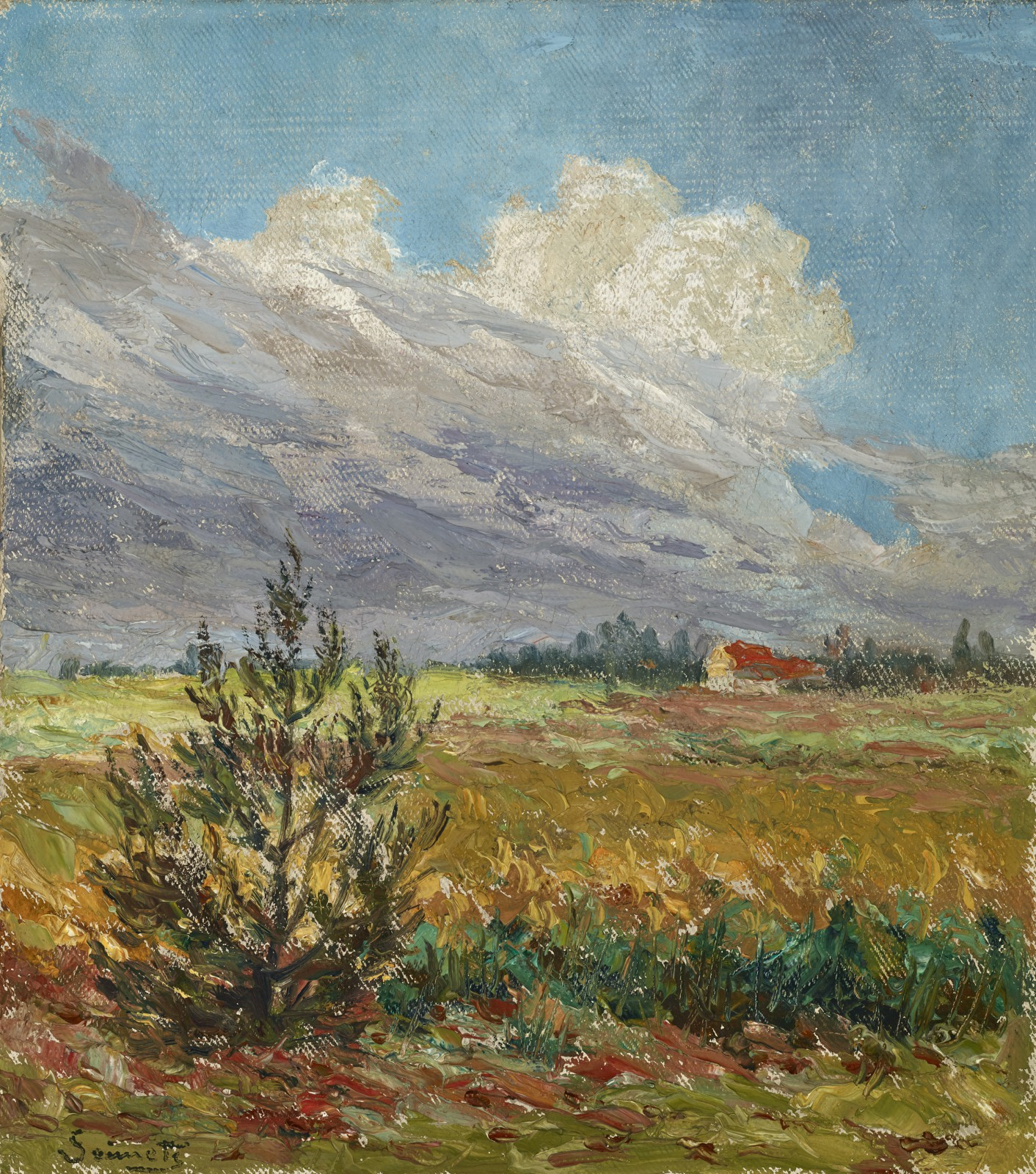
Genêts et bruyère, vers 1900
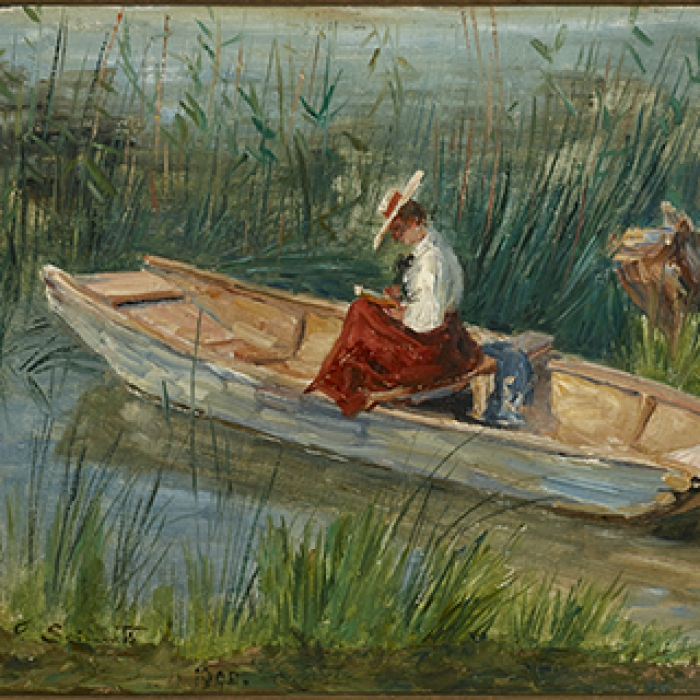
Le Globetrotter, vers 1900